# Ichneutica omoplaca
Ichneutica omoplaca là một loài bướm đêm trong họ Noctuidae.